# Meme (Internet)
Meme de Internet é uma expressão usada para descrever uma ideia/mensagem geralmente relacionado ao humor que se espalha via Internet, primariamente através de redes sociais, utilizando imagens (estáticas ou GIFs) e vídeos. O conceito de meme não é algo estático, sendo que os memes de 2025 são voltados para um estilo Brain rot, normalmente, eles são criados utilizando uma baixa qualidade tanto gráfica quanto de coerência.
O termo meme, se refere a uma teoria ampla transmissão de informações de indivíduo a indivíduo, essa informação pode vir através de ideias, frases, comportamentos, vídeos, etc. Tal termo foi criado por Richard Dawkins em seu best-seller, o livro O Gene Egoísta (1976). Quanto ao termo meme de internet, após um tempo na internet ele passou a ser chamado apenas de meme, mas manteve seu conceito inicial. O conceito dos memes foi algo orgânico que aconteceu nas redes de comunicação, mas que foi caracterizado por Mike Godwin em 1993 para descrever como a informação se espalhava no inicio da internet em comunidades online, e-mail, blogs entre outros meios.

## Descrição

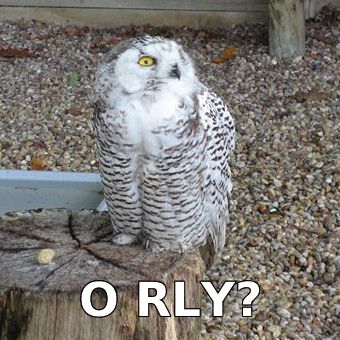
"O RLY?", um dos mais conhecidos memes de Internet entre 2005 e 2006

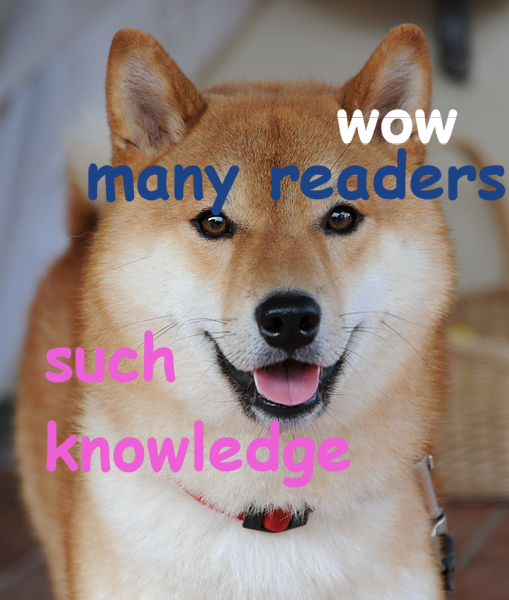
Fotos de cães Shiba Inus com textos em Comic Sans em inglês macarrônico perfazem Doge, um dos maiores memes de 2013

Na sua forma mais básica, meme é tudo aquilo que os utilizadores da Internet repetem, simplesmente uma ideia que é propagada através da World Wide Web. Esta ideia pode assumir a forma de um hiperlink, vídeo, imagem, website, hashtag, ou mesmo apenas uma palavra ou frase. Este meme pode espalhar-se via compartilhamento de pessoa à pessoa através de redes sociais/mensageiros, blogs, e-mail direto, fontes de notícias e outros serviços baseados na web tornando-se geralmente um fenômeno viral.
Um meme de Internet pode permanecer o mesmo ou pode evoluir ao longo do tempo, por acaso ou por meio de comentários, imitações, paródia, ou mesmo através da recolha de relatos na imprensa sobre si mesmo. Memes de Internet podem evoluir e se espalhar mais rapidamente, chegando às vezes a popularidade em todo o mundo e desaparecendo completamente em poucos dias. Eles estão distribuídos de forma orgânica, voluntariamente, e peer-to-peer, ao invés de por meio predeterminado ou automatizado. Uma importante característica de um meme é poder ser recriado ou reutilizado por qualquer pessoa.
Seu rápido crescimento e impacto chamou a atenção de pesquisadores e da indústria. Os pesquisadores criaram modelos para explicar como eles evoluem e prever quais os memes que vão sobreviver e se espalhar pela web. Comercialmente, eles são usados ativamente no marketing viral, visto como uma forma livre de publicidade de massa. A comunidade da Internet em si tem cultivado métodos para estimular a geração e a divulgação de memes bem sucedidos (exemplos: TED Talks, digg, hashtags).[carece de fontes?]

## Usos
Relações públicas, publicidade e profissionais de marketing têm abraçado memes da Internet como uma forma de marketing viral e marketing de guerrilha para criar buzz marketing para seu produto ou serviço. Memes de Internet são usados em razão do seu custo-benefício, e porque eles são uma moda (às vezes autoconsciente), eles também são utilizados como uma forma de criar uma imagem de inteligência ou modismo.
Os comerciantes, por exemplo, usam memes da Internet para criar interesse em filmes que de outra forma não gerar publicidade positiva entre os críticos. O filme de 2006 Snakes in a Plane gerou muita publicidade através deste método.
Usado no contexto de relações públicas, o termo seria mais um chavão publicitário de um meme próprio da internet, embora não haja ainda uma implicação de que o interesse em o conteúdo é para fins de trivialidades, coisas efêmeras, ou leviandade ao invés de simples publicidade e novidades.
Uma forma comum de meme de internet é criada quando uma pessoa, empresa, grupo, musical, ou o gosto é promovido na internet com o valor da cultura pop. Sites de humor, por exemplo, estão entre os maiores utilizadores desse tipo de recurso cômico.
Além disso, o meme pode ser usado como um indicador de opiniões populacionais. Quando qualquer grande acontecimento ocorre, é comum que usuários da internet façam memes para, muito além de fazer humor, criticar, comentar, demonstrar espanto e até mesmo indignação com o acontecido.

## Tipos e composição
Os memes podem vir em vários tipos como imagens, vídeos, frases, modismos, etc. Os memes em imagens normalmente apresentam caricaturas, como o Trollface, \o/, alguns são "homens palitos", como o Fuck Yeah, alguns são claramente uma fotografia adaptada para um desenho, como o Are You Serious Face e alguns podem ser apenas fotos com ou sem edição, essa edição pode incluir: textos, efeitos de imagem, recortes de outras imagens, etc. Essas mídias também podem estar em forma de vídeos ou áudios, eles geralmente acompanham de um situação engraçada ou que represente um sentimento podendo incluir uma  música ou um determinado som. Os memes em frases normalmente surgem de mídias publicadas nas redes sociais ou até mesmo de outros memes e se tornam um meme por si só, como é o caso da frase "Já acabou Jéssica?", de 2015, que surgiu como um meme em formato de vídeo, mas passou a ser utilizado tanto em seu formato de origem como também na em frase se tornando um modismo na época. Essas mídias não são estáticas, estão sempre sumindo ou se adaptando ao estilo de humor na qual estão inseridos, exemplo é o Forever Alone, usado em situações de solidão ou desapontamento com a vida, que pode se tornar Forever a Scone, para efeito humorístico.

## Controvérsias
Muitas vezes, na internet, algumas pessoas utilizam o rosto ou vídeos pessoais, sem o consentimento da pessoa exposta, para a criação de memes. Essa prática acaba gerando problemas na vida pessoal da pessoa envolvida, já que sua imagem, por muitas vezes, acaba sendo vinculada a contextos sobre os quais ela não tem controle ou sequer concorda.
Um exemplo dessa exposição problemática ocorreu em 2003, com o vídeo Star Wars Kid(2003). O garoto que tornou-se um meme de internet teve de abandonar seus estudos devido ao bullying intenso que sofria, tanto pessoalmente quanto na internet, após gravar um vídeo em uma das salas de sua escola. O vídeo foi feito pelo garoto com a intenção de se divertir, ao simular uma luta da série de filmes Star Wars, utilizando um taco de golfe como sabre de luz, elemento presente nos filmes. Porém, ao ir embora, esqueceu a fita que continha a gravação na escola. Ela foi encontrada por colegas de sala, que acabaram publicando o vídeo na internet como um meme, sem seu consentimento, iniciando assim uma série de ataques e chacotas contra sua pessoa. 
No Brasil, embora exista o direito à liberdade de expressão, é necessário controlar os excessos na internet, pois eles podem configurar crimes, como o cyberbullying, previsto no Código Penal, como na Lei nº 11 841, que trata especialmente do cyberbullying ou a lei 14 811 (2024) que trata de violência contra crianças e adolescentes e inclui a violência praticada na internet. Ademais, no Brasil, há uma lei chamada Marco Civil da Internet ou Lei nº 12.965(2014), que estabelece princípios, garantias e deveres para o uso da internet no Brasil, inclusive quanto à proteção de dados pessoais e responsabilidade pelos conteúdos publicados.